# Coelostoma hongkongense
Coelostoma hongkongense – gatunek chrząszcza z rodziny kałużnicowatych i podrodziny Sphaeridiinae. Występuje w krainie orientalnej.

## Taksonomia
Gatunek ten opisali po raz pierwszy Jia Fenglong, Paul Aston i Martin Fikáček w 2014 roku. Jako miejsce typowe wskazano obszar chroniony Shing Mun Country Park  w Hongkongu. Epitet gatunkowy pochodzi od lokalizacji typowej.
W obrębie rodzaju Coelostoma gatunek ten zaliczany jest do podrodzaju Lachnocoelostoma, który w Chinach reprezentują również C. bifidum, C. coomani, C. gentilii, C. hajeki, C. horni, C. huangi, C. jaculum, C. jaechi, C. phallicum, C. phototropicum, C. tangliangi, C. transcaspicum, C. turnai, C. vagum oraz C. wui.

## Morfologia
Chrząszcz o owalnym, umiarkowanie wysklepionym ciele długości około 3,8 mm i szerokości około 2,6 mm. Ubarwiony jest czarno z rudobrązowym do czarniawego przedpleczem, żółtawymi do rudobrązowych narządami gębowymi i czułkami, ciemnorudymi udami i goleniami, jasnymi stopami oraz brązowym, rudo owłosionym spodem ciała. Głowa i przedplecze punktowane są bardzo delikatnie i rzadko, pokrywy zaś mają wierzch punktowany znacznie grubiej, a boki z punktami jeszcze grubszymi, nieformującymi szeregów. Czułki buduje dziewięć członów i wieńczy luźno zestawiona buławka. Tarczka jest niewiele dłuższa niż szeroka, punktowana tak jak przedplecze. Odnóża mają w tyle ud głębokie bruzdy do chowania goleni. Uda środkowej pary są gęsto owłosione, tylnej zaś rzadko punktowane i gęsto mikrorzeźbione. Żeberka na środku przedpiersia są umiarkowanie rozwinięte i formują ząbkowaty wyrostek przednio-środkowy. Wyrostek śródpiersia jest wyniesiony i ma kształt grotu strzały. Środkowa część zapiersia jest mocno wyniesiona i szeroko wnika między biodra środkowej pary, łącząc się z wyrostkiem śródpiersia. Odwłok jest na spodzie gęsto owłosiony. Pierwszy z widocznych jego sternitów (wentryt) pozbawiony jest żeberka. Piąty z wentrytów ma wierzchołkową krawędź ściętą i lekko wykrojoną. Genitalia samca mają długi na około 0,6 mm edeagus z płatem środkowym stopniowo zwężającym się od podstawy do szeroko zaokrąglonego wierzchołka, w wierzchołkowej ⅓ zaopatrzony w parę ząbków. Okrągły gonopor położony jest pośrodku jego długości. Dłuższe niż płat środkowy i nachodzące nań paramery są ku szczytom lekko rozszerzone, a na samych wierzchołkach skośnie ścięte.

## Ekologia i występowanie
Owad orientalny, znany z chińskich Junnanu i Hongkongu oraz z Tajlandii. Zasiedla płytkie wody słodkie oraz wilgotne kamienie i mchy na ich pobrzeżach.